# Genevieve Cruz Miller
Genevieve Cruz Miller es una meteoróloga guameña. Es la meteoróloga jefe al frente de la Weather Forecast Office de Guam.

## Trayectoria
Miller nació y se crio en Guam. Su padre, Joaquin (Jack) T. Cruz, fue técnico meteorológico. Miller se graduó en Meteorología en 1987 por la Universidad de Hawái en Mänoa.
En 1988 entró en la Weather Service Office de Hilo, Hawái y dos años más tarde fue nombrada meteoróloga del desarrollo en el Weather Service Forecast Office de Honolulu. En 1992, regresó a Guam y trabajó para la Weather Service Office (Aviación) y el Naval Pacific Meteorology and Oceanography Command (NPMOCD) confeccionando pronósticos civiles, marinos y aeronáuticos para Guam y Micronesia. 
En 2002 fue nombrada meteoróloga responsable de la Weather Forecast Office, con 24 personas a su cargo. Desde entonces ha supervisado las operaciones de predicción de fenómenos como los tifones, los terremotos y las erupciones volcánicas.
En 2017 fue incluida en la campaña 70 Inspiring Pacific Women.